# 迪莱塔·穆罕默德·迪莱塔

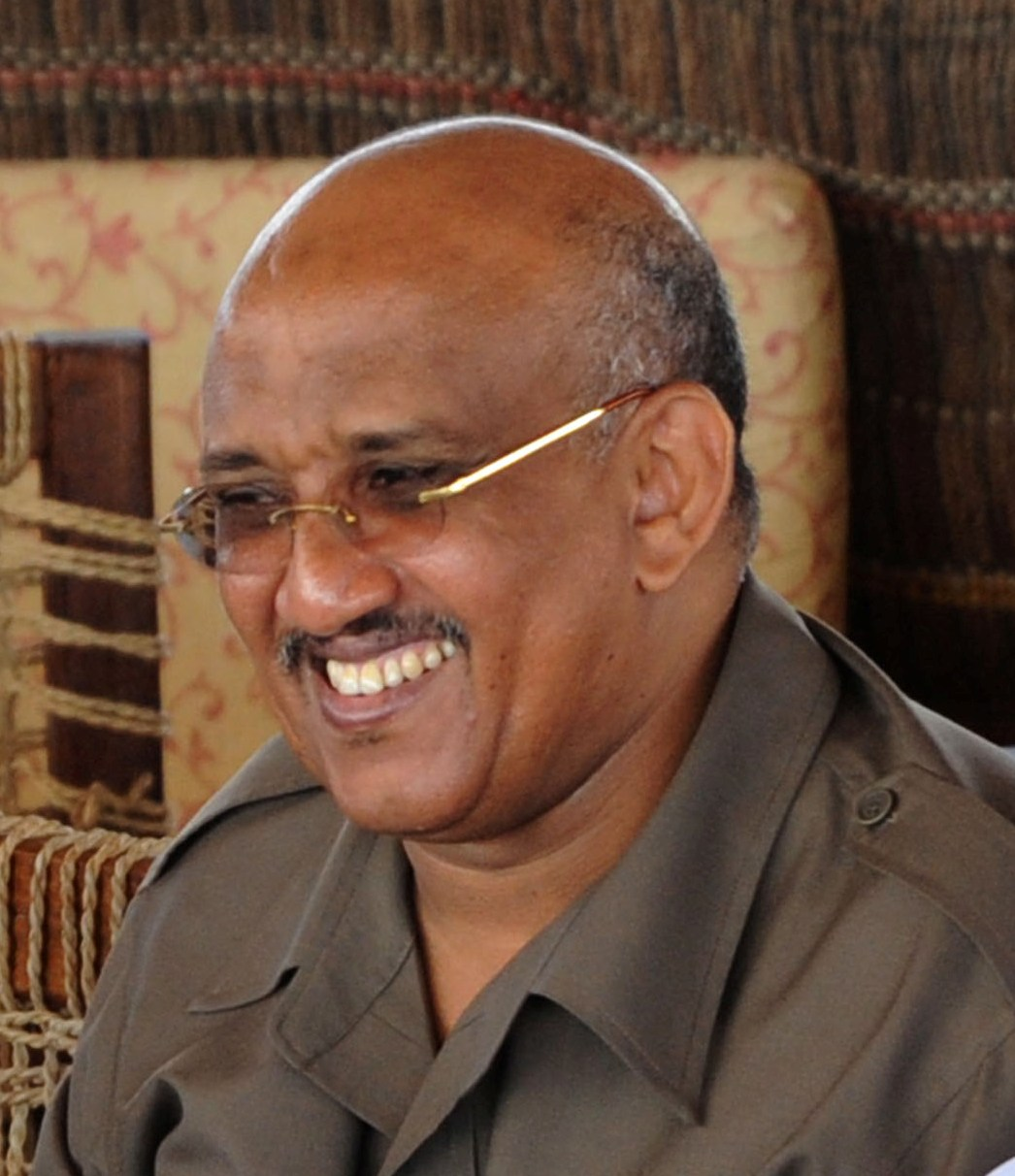
迪莱塔·穆罕默德·迪莱塔

迪莱塔·穆罕默德·迪莱塔（Dileita Mohamed Dileita，1958年3月12日—），非洲國家吉布地的現任總理，該任期從2001年至今。他是該國執政黨RPP黨的成員之一，2001年被該國現任總統任用總理。

## 荣誉

### 外国勋章奖章
- 旭日大绶章（日本，2013年11月3日公布[1]）